# 根本幽峨
根本 幽峨（ねもと ゆうが、文政7年（1824年） - 慶応3年8月6日（1867年9月3日））は、江戸時代後期の絵師。

## 伝記
因幡国鳥取城下町の商家・砂田屋の長子として生まれる。幼名は重三郎。別号に鷲峯があり、これは因幡八景の「鷲峯暮雪」に数えられる鷲峰山から取られたと考えられる。幼少の頃から絵を好み、凧、幟などに武者絵を描き、それを売ったりもした。やがて江戸に出て、鳥取藩絵師・沖一峨に師事する。弘化4年（1848年）に姓を砂田から根本に改姓し、絵の心がけが良く御用にも役立っているとして、毎年銀5枚遣わされる。嘉永5年（1851年）師と共に八重洲本邸の杉戸絵や屏風などの制作に関わり、同年12月藩に対する貢献が認められ、4人扶持を得る。嘉永7年（1854年）3月、画道修行の年限がきたの国元に帰る。この時、名画の模写が数櫃にもなったといい、現在、京都国立博物館と東京国立博物館に幽峨の模本・模写が数多く残っている。
国元に帰ったからも藩の仕事を続け、安政5年（1858年）正式に御用絵師に取り立てられ（席次は大岸淵虬の下）、翌年から毎年銀7枚支給される。元治元年（1864年）、沖九皐（守固）の弟剛介が「堀庄次郎暗殺事件」を起こしたため、沖家は一時断絶となり、幽峨は師弟関係から沖探三を預かり、慶応2年12月に御預を許されて家名を再興されるまで、沖家の世話をした。慶応元年（1865年）には毎年銀14枚に加増されるも、自身の寿命がわかっていたのか、慶応3年（1867年）没年に弟で門人でもある根本雪峨を養子にした後、44歳で死去。墓は鳥取市慶安寺にある。弟子に長塩雪塘など。
幽峨は江戸での修行が終わるとすぐに帰郷したため、地元での活躍が目立ち、郷土にある渡辺美術館に70点ほど作品が所蔵されている。作品は御用絵師らしく狩野派風がものが多いが、ついで大和絵的主題や、真景図などの文人画様式、浮世絵風美人画など多様な作品を描いている。

## 代表作
| 作品名                          | 技法         | 形状・員数     | 寸法（縦x横cm）   | 所有者           | 年代 | 落款・印章             | 備考                 |
| ------------------------------- | ------------ | -------------- | ----------------- | ---------------- | ---- | ---------------------- | -------------------- |
| 平家物語 宇治川先陣・弓流図屏風 | 紙本著色     | 六曲一双       | 159.0x361.0（各） | 渡辺美術館       |      | 各隻に款記「幽峨齋筆」 | 鳥取県指定保護文化財 |
| 琴棋書画図                      | 絹本著色     | 3幅対          | 140.0x69.7（各）  | 鳥取県立博物館   |      |                        |                      |
| 楼閣山水図                      | 絹本墨画淡彩 | 双幅           | 118.0x51.3（各）  | 鳥取県立博物館   |      |                        |                      |
| 幾田右門像                      | 絹本著色     | 1幅            | 97.2x40.6         | 鳥取県立博物館   |      |                        | 正墻適処賛           |
| 内裏雛図                        | 絹本著色     | 1幅            | 85.0x143.5        | 鳥取県立博物館   | 幕末 |                        |                      |
| 猩々図                          | 絹本著色     | 2幅            | 71.0x45.5         | 鳥取県立博物館   | 幕末 |                        |                      |
| 因幡八景図襖                    | 紙本墨画淡彩 | 襖4面裏表計8面 | 133.0x62.2        | 鳥取県立博物館   | 幕末 |                        |                      |
| 常盤御前雪中之図                | 紙本著色     | 1幅            | 111.5x24.5        | 鳥取市歴史博物館 |      |                        | 石川依平（国学者）賛 |

## 参考資料
- 『鳥取県の自然と歴史 -5- 藩政時代の絵師たち』 鳥取県立博物館、1983年3月30日。2013年1月31日に改訂版
- 田中敏雄 『根本幽峨の伝記と画業』渡辺美術館、2007年12月